# Aspidistra letreae
Aspidistra letreae (tiếng Việt: Tỏi đá lê trễ) là một loài thực vật có hoa thuộc chi Aspidistra, một loài đặc hữu của Việt Nam và được tìm thấy lần đầu ở Vĩnh Linh, Quảng Trị. Loài này được đặt tên cho cô giáo, Tiến sĩ Lê Thị Trễ từ Đại học Huế, cũng là giáo viên của tác giả thứ 3, Lê Anh Tuấn.

## Công dụng
Một công bố trên Tạp chí Khoa học Đại học Huế cho thấy một saponin steroid của loài này là Aspiletrein A có tác dụng kháng ung thư tế bào nhỏ.